# Deerfield (Illinois)
Deerfield ist ein Village im Cook County und dem Lake County im Bundesstaat Illinois in den Vereinigten Staaten.
Es liegt ungefähr 40 Kilometer nördlich von Chicago und hat den Charakter einer Vorstadt. Bei der Volkszählung wurde eine Einwohnerzahl von 19.196 ermittelt. (Stand: 2020) Deerfield ist der Sitz mehrerer Großunternehmen und zählt zu den wohlhabendsten Ortschaften in Illinois und dem Mittleren Westen.
Der Ort ist durch METRA mit Chicago verbunden.

## Geschichte
Ursprünglich von den Potawatomi-Indianern besiedelt, wurde das Gebiet 1835 von Horace Lamb und Jacob B. Cadwell besiedelt und Cadwell's Corner genannt. Ein Einkaufszentrum auf dem Gelände von Cadwells Farm an der Waukegan Road und Lake Cook Road trägt noch immer diesen Namen. Das Gebiet wuchs aufgrund der schiffbaren Flüsse in der Gegend, insbesondere des Des Plaines River und des Chicago River. Um 1840 wurde der Name der Stadt in „Leclair“ geändert. Innerhalb eines Jahrzehnts schlug der Siedler John Millen eine weitere Namensänderung in Deerfield vor, um seine Heimatstadt Deerfield in Massachusetts, und die große Zahl der in der Gegend lebenden Hirsche zu ehren.
1847 wurde in Deerfield die erste Schule gegründet. Das Dorf wurde 1903 eingemeindet, als seine Bevölkerung ca. 400 Einwohner betrug. Im frühen 20. Jahrhundert erlebte die Ortschaft als Teil der Metropolregion Chicago ein rasches Bevölkerungswachstum. Seit Anfang der 1980er Jahre hat Deerfield einen großen Zustrom von Juden, Asiaten und Griechen erlebt, wodurch die Gemeinde eine vielfältigere kulturelle und ethnische Zusammensetzung erhielt. 1985 besuchte Präsident Ronald Reagan die Ortschaft.

## Bevölkerung
Eine Schätzung für 2017 ergab, dass Deerfield 18.946 Einwohner hatte. Die Bevölkerung bestand aus 16.905 (89,6 %) Weißen, 832 (4,4 %) Asiaten, 117 (0,6 %) Afroamerikanern und 8 (0,04 %) amerikanischen Ureinwohnern, 82 (0,4 %) kamen aus einer anderen ethnischen Gruppe und 110 (0,6 %) stammten von zwei oder mehr ethnischen Gruppen ab. 548 Personen (5,2 %) waren spanischer oder lateinamerikanischer Abstammung. Das durchschnittliche Haushaltseinkommen war mehr als doppelt so hoch wie der Durchschnitt von Illinois und die Armutsquote lag bei nur 1,7 % der Bevölkerung (2017).

## Wirtschaft
1982 wurde entlang der Lake-Cook Road ein 131 Hektar großer Distrikt mit Steuervergünstigungen eröffnet, was die Entwicklung von Unternehmen förderte. Weitere Faktoren, die die Ansiedlung von Unternehmen entlang des Korridors begünstigten, waren der Überfluss an freien Flächen und die Nähe des Distrikts zum Chicago Loop und zum internationalen Flughafen O’Hare. Ab 1987 nahm die Bürovermietungsaktivität in Deerfield enorm zu und neue Bürogebäude entstanden. In Deerfield befindet sich heute die Hauptsitze von Baxter Healthcare, Beam, Big Apple Bagels, CF Industries, Consumers Digest, Caterpillar, Così, Fortune Brands Home & Security, Mondelēz International, United Stationers und Walgreens Boots Alliance. Im Jahr 2017 beschäftigte Walgreens 6.500 Mitarbeiter am Hauptsitz und ist damit der größte Arbeitgeber in der Stadt. Das japanische Pharmaunternehmen Takeda Pharmaceutical betreibt in Deerfield ein Forschungszentrum.

## Bildung
Die Ortschaft verfügt über mehrere öffentliche und private Schulen. Die Deerfield High School gilt als eine der besten Highschools in Illinois.
1897 wurde im Ort eine Bibelschule für schwedische Pastoren der Evangelical Free Church of America gegründet. Unter dem Theologen Kenneth Kantzer wurde in den 1960er Jahren wurde die Schule zur anerkannten evangelikalen Ausbildungsstätte für evangelikale Pastoren und Missionare umgestaltet mit dem Namen Trinity Evangelical Divinity School. Im 21. Jahrhundert ist D. A. Carson der bedeutendste Lehrer, zu den bekanntesten Absolventen gehören Bill Hybels, Mark Noll und Jim Wallis. Im Jahr 2003 waren 872 Studenten eingeschrieben, 2019 noch 642 Studenten.

## Söhne und Töchter
- Colt Cabana (* 1980), Wrestler
- Joey Calistri (* 1993), Fußballspieler